# Кочан (Правищко)
Вижте пояснителната страница за други населени места с името Кочан.
Кочан, Кочен или Кочани (на гръцки: Ακροβούνι, Акровуни, катаревуса: Ακροβούνιον, Акровунион, до 1928 година Κότσανη, Коцани) е обезлюдено село в Гърция, в дем Кушница, Източна Македония и Тракия.

## География
Селото е разположено в югоизточните склонове на Кушница (Пангео) на 4 km югозападно от Правища (Елевтеруполи).

## История

### Етимология
Според Йордан Н. Иванов Кочан е жителско име от *Кочане < кочан, зелева глава или от котец. Името е често в българската топонимия.

### В Османската империя
В 1889 година Стефан Веркович (Топографическо-этнографическій очеркъ Македоніи) пише за Кочан:
| „ | Кочан, мохамеданско село; 1 джамия; жителите са помаци. От града е на 1 час разстояние. | “ |

Към 1900 година според статистиката на Васил Кънчов („Македония. Етнография и статистика“) в Кочанъ (Коченъ) живеят 200 турци.

### В Гърция
След изтеглянето на турските войски от селото през Балканските войни в 1913 година и пристигането на гръцките, в Правищко е предприета акция за избиване на ходжите и останалите образовани и влиятелни мюсюлмани. В село Кочан е убит един мюсюлманин, за да бъде задоволено чувството за мъст на епископа и поп Никола.
В 1913 година селото попада в Гърция след Междусъюзническата война. През 20-те години мюсюлманското му население се изселва по споразумението за обмен на население между Гърция и Турция след Лозанския мир и на негово място са заселени гърци бежанци, които в 1928 година са 78 гръцки семейства с 326 души - бежанци от Турция. През 1928 година името на селото е сменено от Кочани (Κότσανη) на Акровуни (Ακροβούνι). Бежанците са от тракийското село Димокрания (Гюзелдже). Българска статистика от 1941 година показва 480 жители.
Селото е обезлюдено през 50-те години поради интезивни свлачища и селяните се изселват в новото Долно Кочан (Панагия). Кочанският мост и църквата „Успение Богородично“ (бившата джамия) са единствените запазени постройки от селото.
| Година    | 1913 | 1920 | 1928 | 1940 | 1951 | 1961 | 1971 | 1981 | 1991 | 2001 | 2011 | 2021 |
| --------- | ---- | ---- | ---- | ---- | ---- | ---- | ---- | ---- | ---- | ---- | ---- | ---- |
| Население | 278  | 214  | 353  | 455  | 492  | 198  |      |      |      |      |      |      |